# Miquel Palau i Claveras
Miquel Palau i Claveras (Barcelona, 18 de juny de 1901 - Barcelona, 9 de febrer de 1987) fou un atleta català especialitzat en curses de mig fons i fons, llibreter, escriptor i dibuixant.

## Trajectòria
Pel que fa a clubs, començà a competir per l'Ateneu Enciclopèdic Popular, passant més tard pel RCD Espanyol (1922-24) i finalitzà la seva carrera al FC Barcelona (1924-32).
Guanyà tres cops el campionat de Catalunya dels 5.000 m i una el de 1.500 metres. A nivell estatal guanyà els 5.000 metres dos cops i un els 1.500 metres. També fou dos cops campió de Catalunya de cros, un d'Espanya i quatre d'Espanya per equips. Va superar els rècords d'Espanya i Catalunya 1.500 m durant l'any 1925, així com els rècords catalans de la milla, els 2.000 m i els 10.000 m. Competí als Jocs Olímpics de París de 1924 en 5.000 m i 3.000 m per equips.
Fill d'Antoni Palau i Dulcet, fou llibreter, escriptor i dibuixant humorístic.

## Palmarès
Campió de Catalunya
- 1.500 metres llisos: 1925
- 5.000 metres llisos: 1923, 1924, 1925
- Campionat de Catalunya de cros: 1924, 1926

Campió d'Espanya
- 1.500 m: 1925
- 5.000 m: 1924, 1925
- cros: 1926
- cros per equips: 1924, 1925, 1926, 1927

## Obres[2]
- Galeria de tipus excursionistes (1925)
- La vaca de Vilalluny (1935)
- Poema del comte Arnat (1961)
- Llibres d'emboscats (1937)
- Rellotges de sol. Història i art de construir-los (1970)
- La Pintoresca història del calendari (1973)